# ميدالية أوثمر الذهبية
تُمنح ميدالية أوثمر الذهبية (بالإنجليزية: Othmer Gold Medal) للأفراد المتميزين الذين ساهموا في التقدم في الكيمياء والعلوم من خلال أنشطتهم في مجالات تشمل الابتكار وريادة الأعمال والبحث والتعليم والفهم العام والتشريع والعمل الخيري. يتم تقديم الميدالية سنويًا تحت رعاية معهد تاريخ العلوم (المعروف سابقًا باسم مؤسسة التراث الكيميائي) وأربع منظمات تابعة: الجمعية الكيميائية الأمريكية، والمعهد الأمريكي للمهندسين الكيميائيين، ونادي الكيميائيين، والقسم الأمريكي من شركة الكيمياء الصناعية، في يوم التراث لمعهد تاريخ العلوم.
تخلد ميدالية أوثمر ذكرى الكيميائي دونالد أوثمر (1904–1995)، وهو باحث ومهندس ومخترع وإنسان خير وأستاذ جامعي ورئيس تحرير موسوعة كيرك-أوثمر للتكنولوجيا الكيميائية. في كل عام، يقوم الحائز على الجائزة بتعيين مؤسسة لتلقي نسخة من موسوعة كيرك أوثمر للتكنولوجيا الكيميائية المكونة من 26 مجلد من شركة جون وايلي وأولاده.

## حائزوا الجائزة
- الدام [الإنجليزية]
 كارول في. روبنسون, 2020[2]
- سانجيتا باهاتيا, 2019[2]
- جوشوا بوغر  [لغات أخرى]‏, 2018[2]
- ريتشارد زير, 2017[2][3]
- موكيش أمباني, 2016[4]
- فيليب شارب, 2015[5]
- كيران مازومدار-شاو, 2014[2][6][7][8][9]
- هاري بي. غراي, 2013[2][10][11]
- Marye Anne Fox, 2012[2][12][13]
- كازو اناموري  [لغات أخرى]‏, 2011[2][14]
- جورج إم. وايتسايدز, 2010[2][15]
- أحمد زويل, 2009[2][16]
- يوان تسي لي, 2008[2][17][18]
- Thomas R. Cech, 2007[2][19]
- رونالد بريسلو, 2006[2][20]
- جيمس د واتسون, 2005[2][21]
- Jon Huntsman, Sr., 2004[2][22]
- جون بالدشويلر وجورج سيمس هاموند, 2003[2][23]
- روبرت لانجر, 2002[2][24]
- Gordon E. Moore, 2001[2][25]
- أرنولد بيكمان, 2000 (بالإضافة إلى الجائزة العادية لعام 2000، تم توزيع طبعة الألفية الخاصة.[2]
- كارل جيراسي, 2000[2][26]
- ب. روي فاجيلوس, 1999[2][27]
- ماري لوي جود, 1998[2]
- رالف لانداو, 1997[2][28]

### بعض حائزي الجائزة
يتم منح الجائزة بشكل سنوي وتم تقديمها لأول مرة في عام 1997.

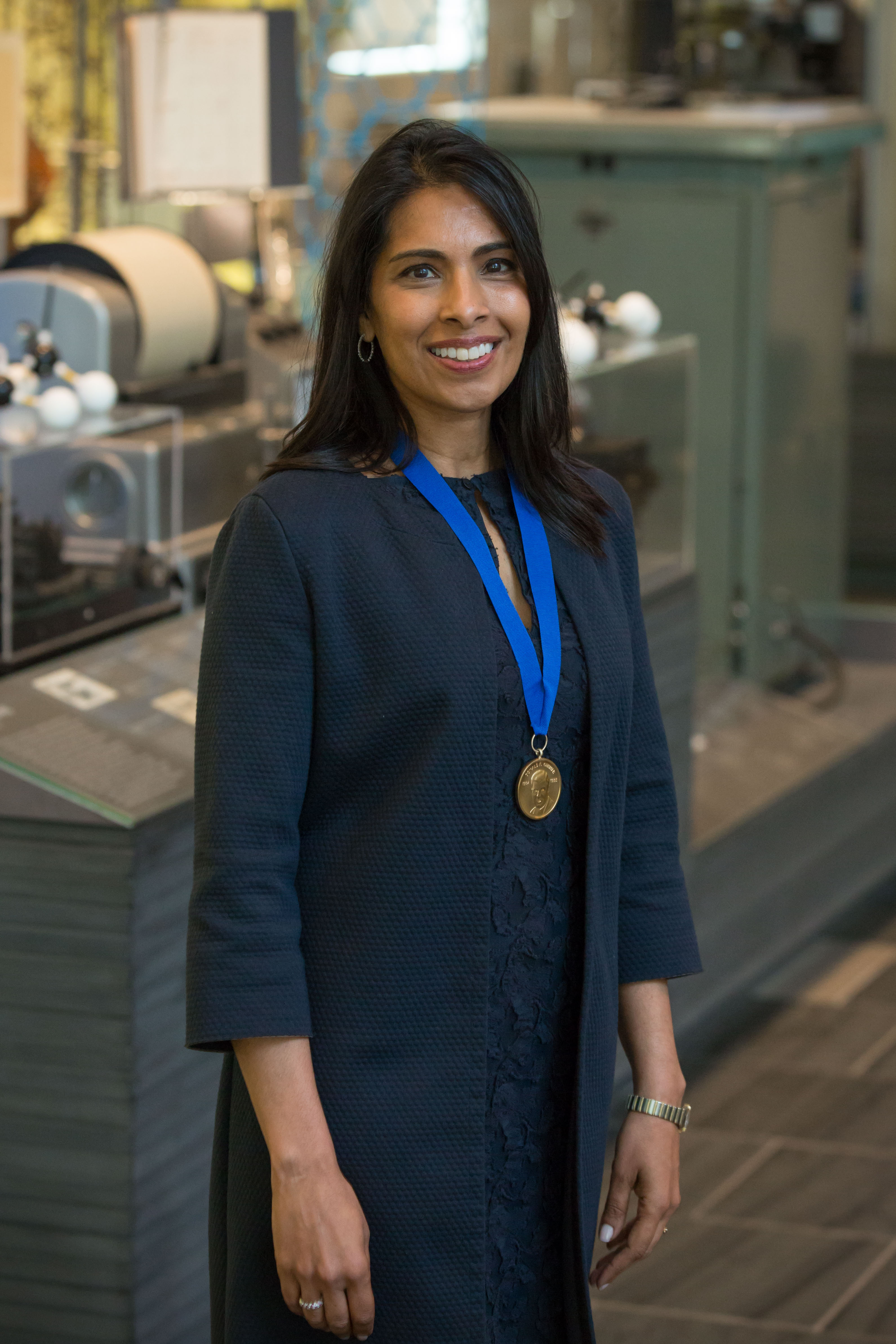
سانجيتا ن. بهاتيا (2019)
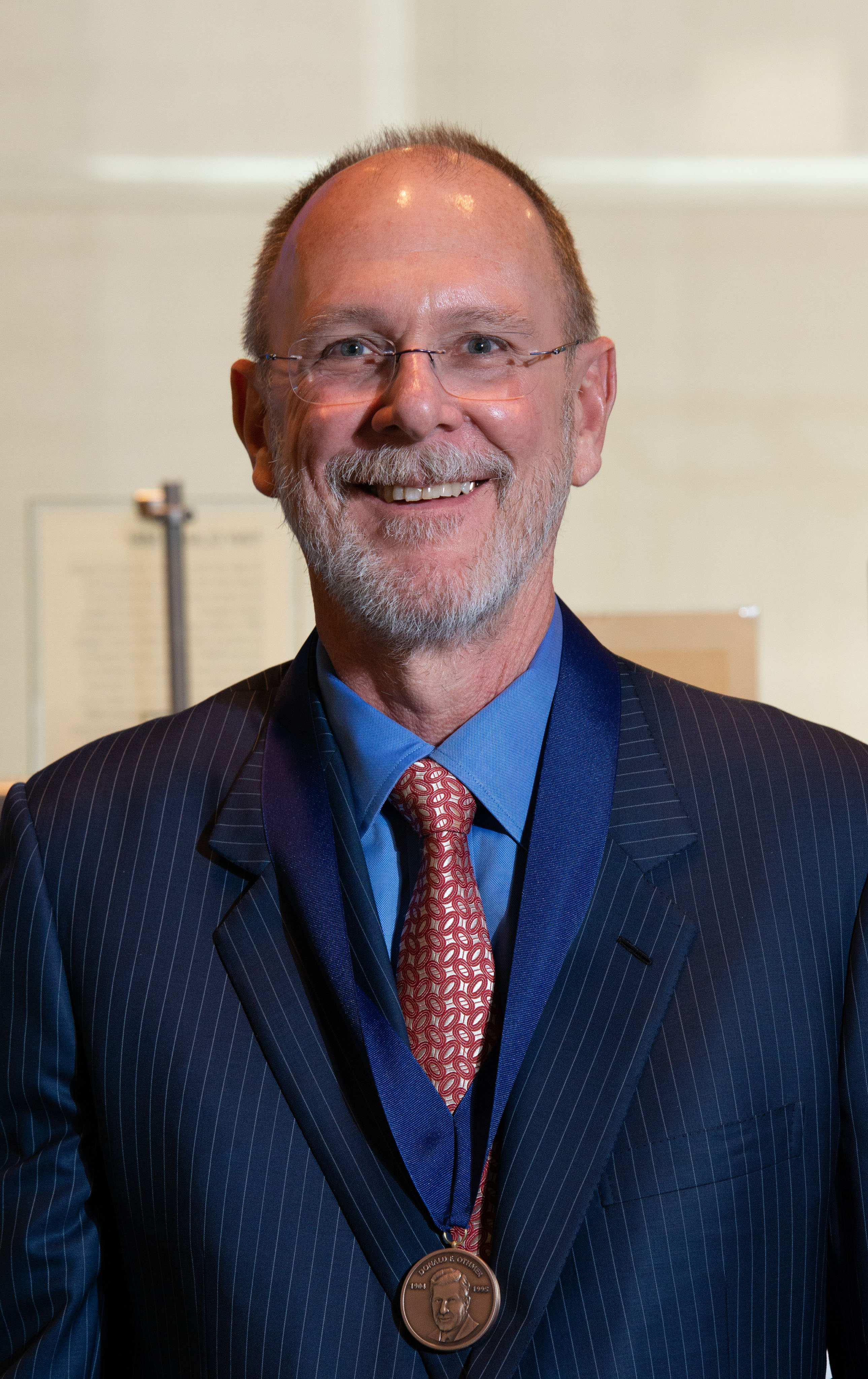
جوشوا بوغر (2018)
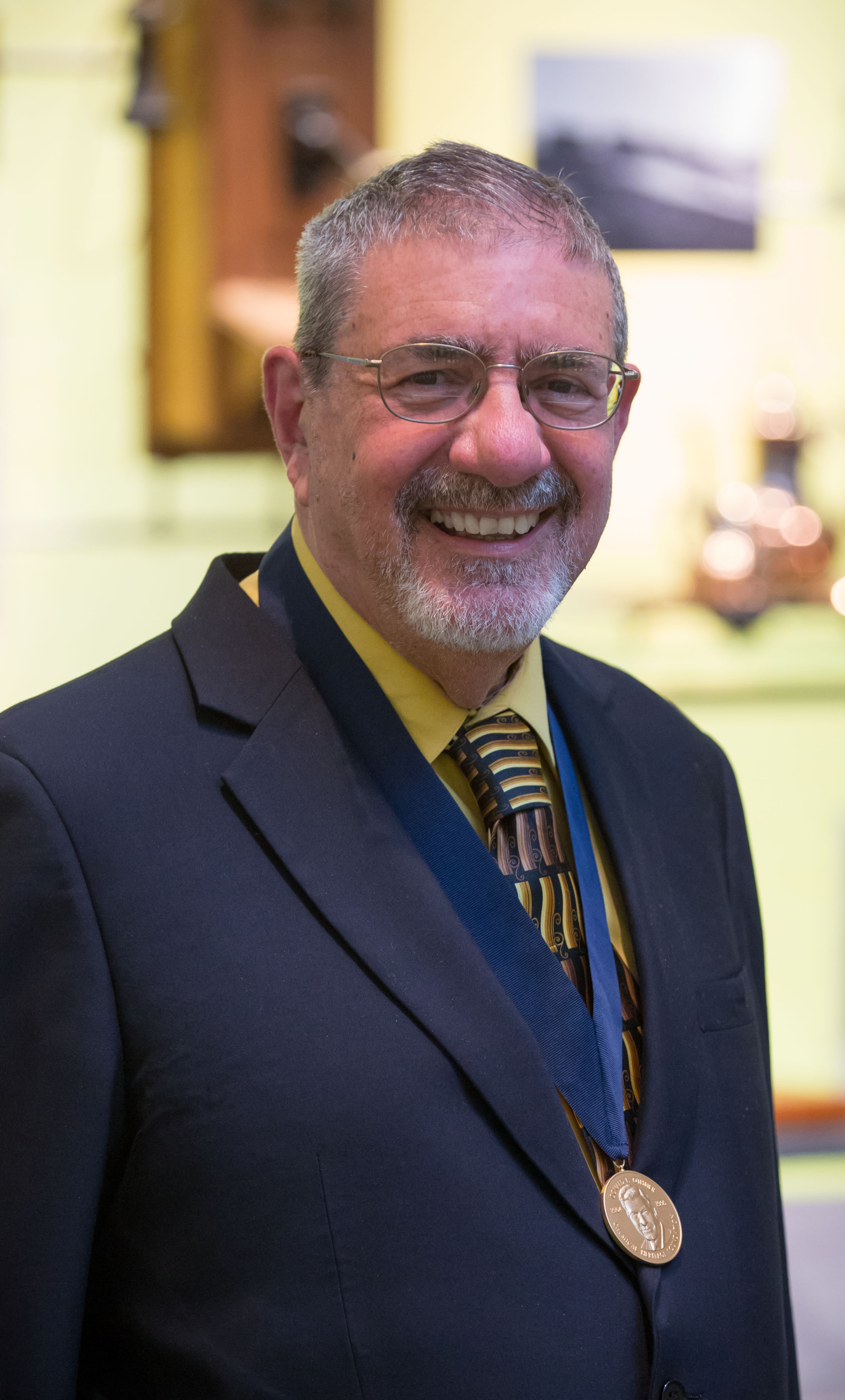
ريتشارد زاري (2017)
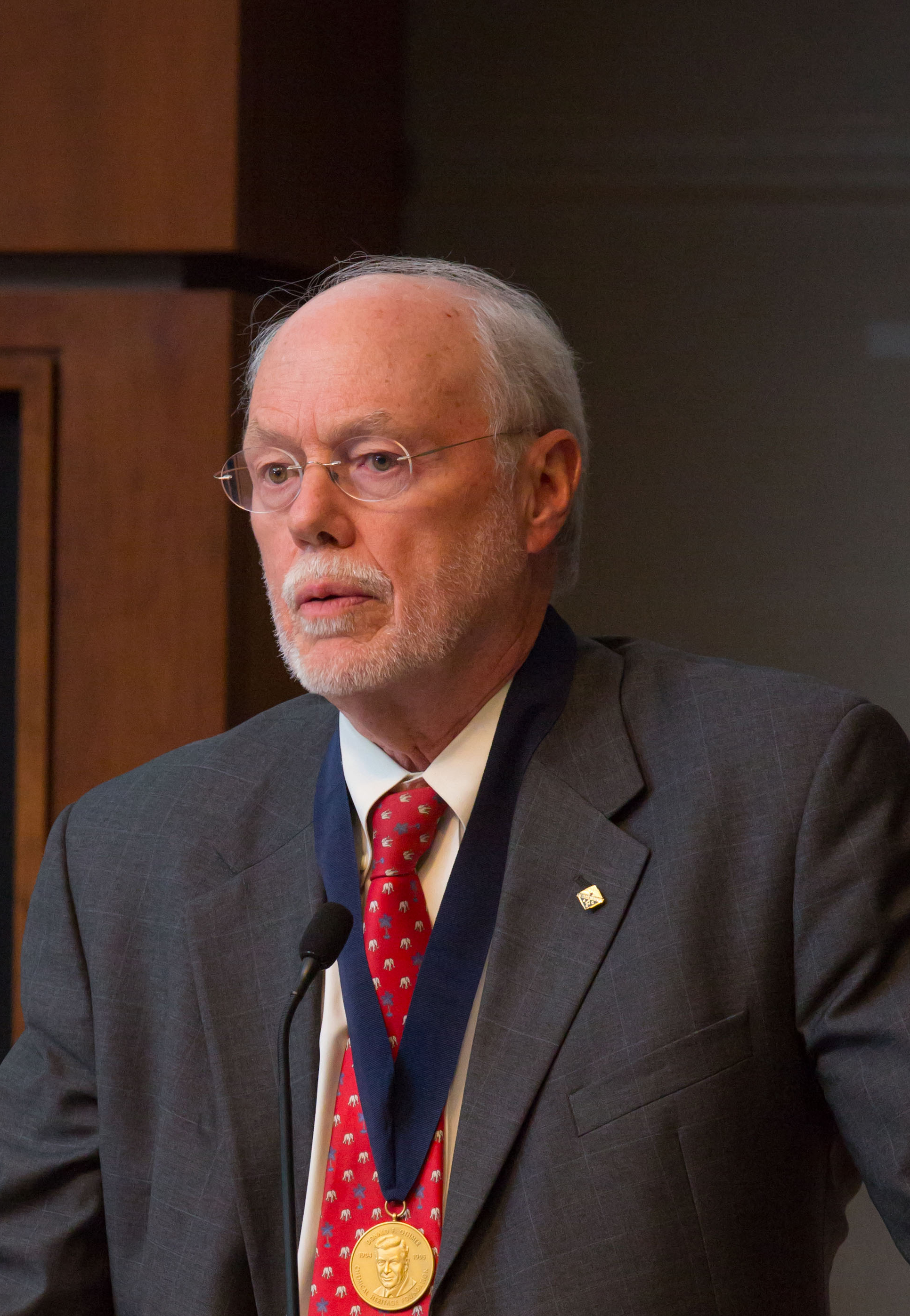
فيليب ألين شارب (2015)
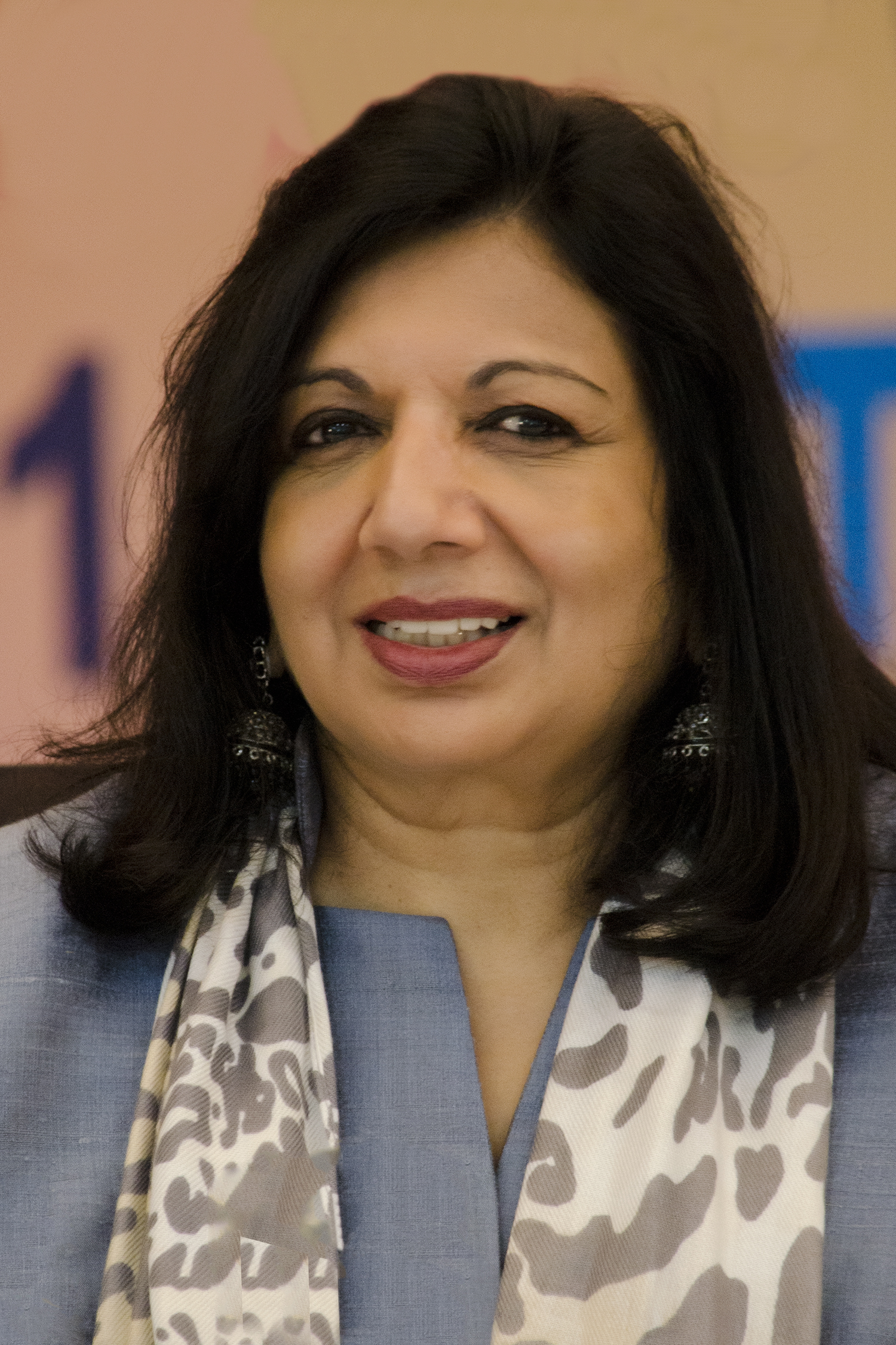
كيران مازومدار شو (2014)
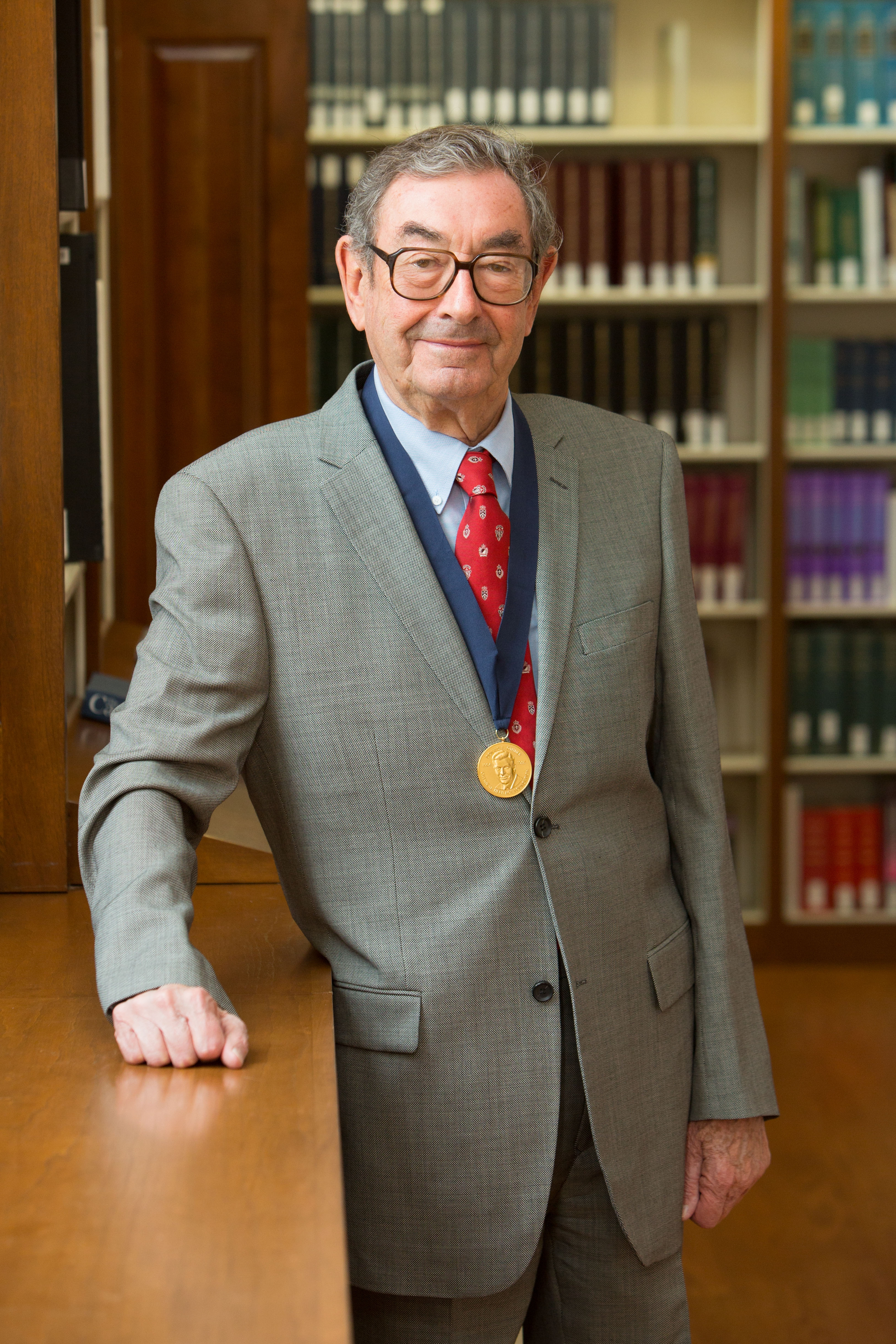
هاري جراي (2013)
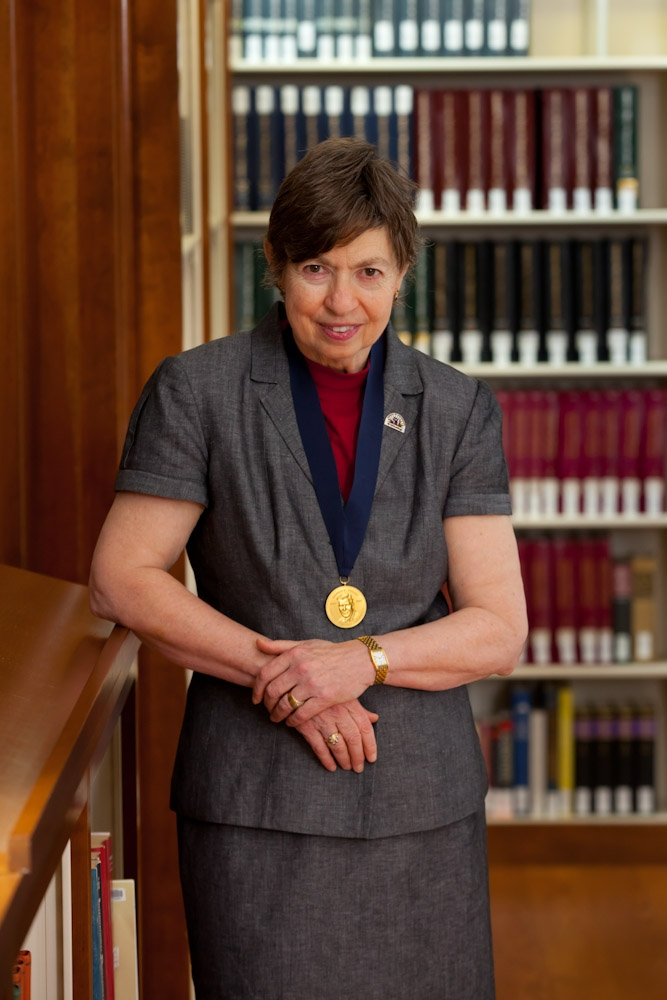
ماري آن فوكس (2012)
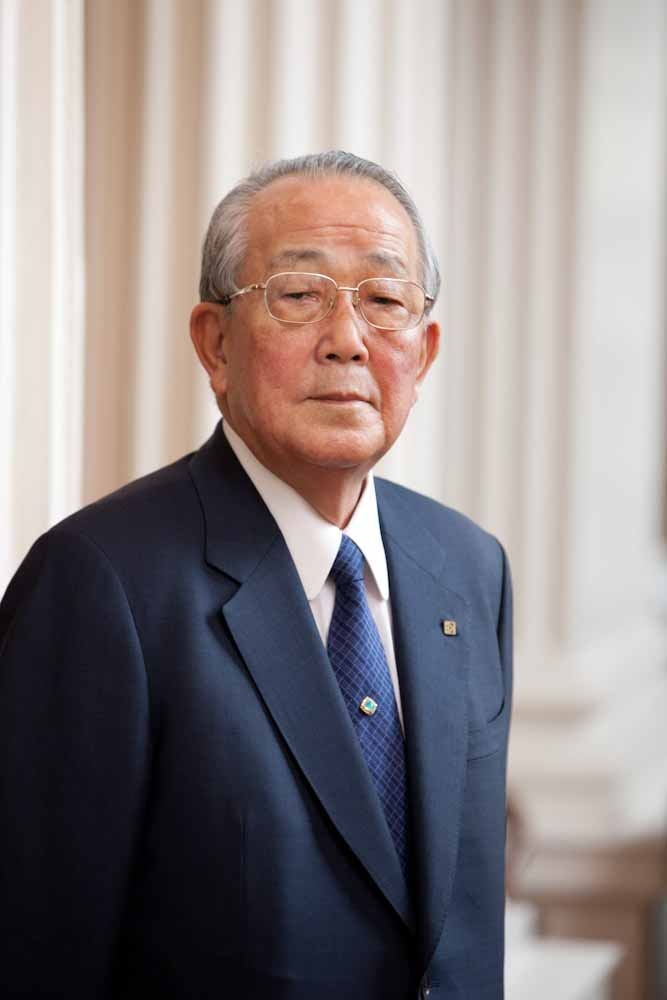
كازو إيناموري (2011)
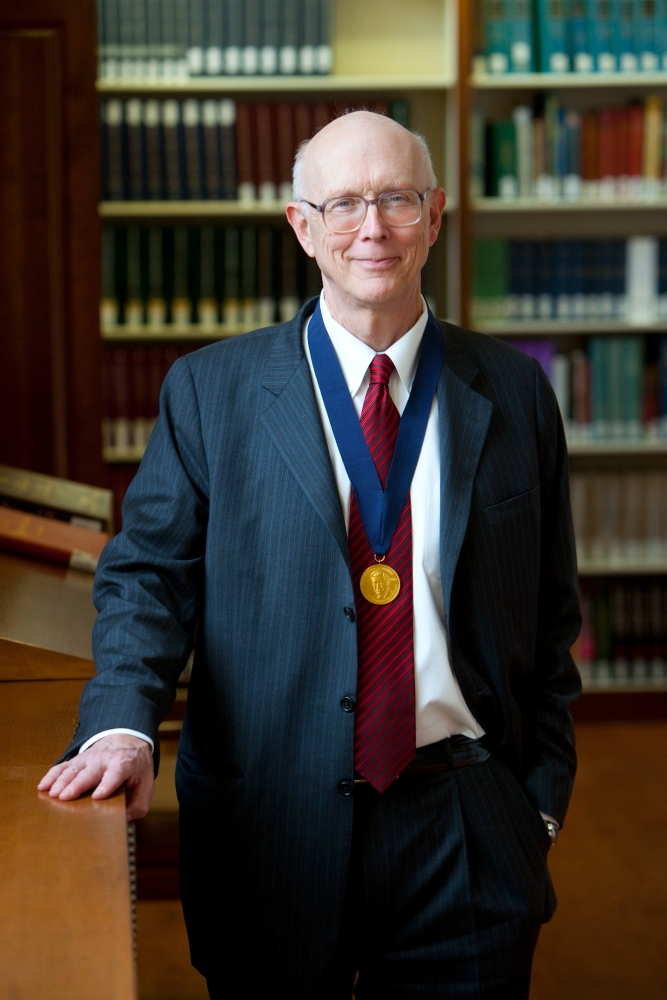
جورج وايتسايدز (2010)
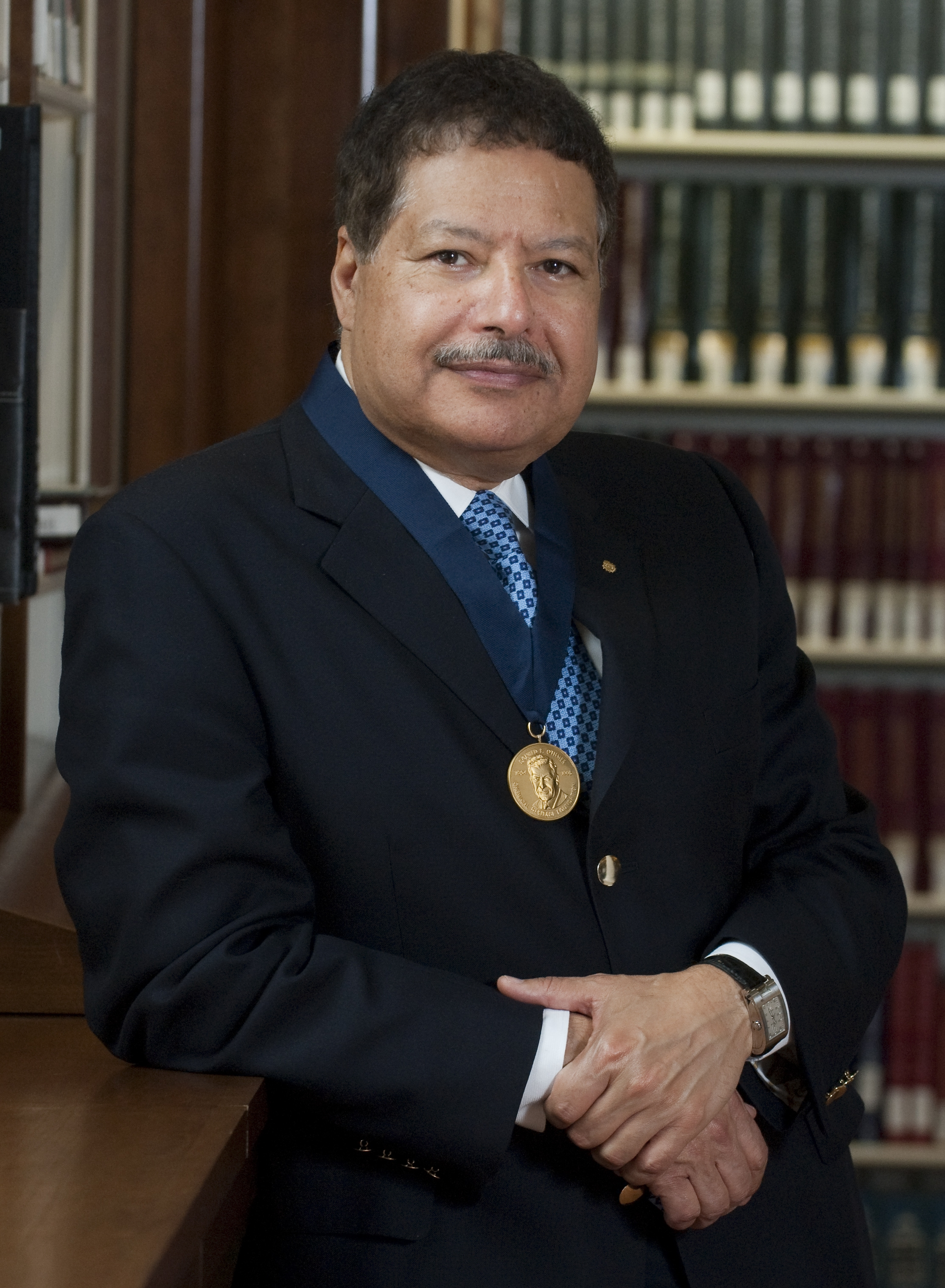
أحمد زويل (2009)
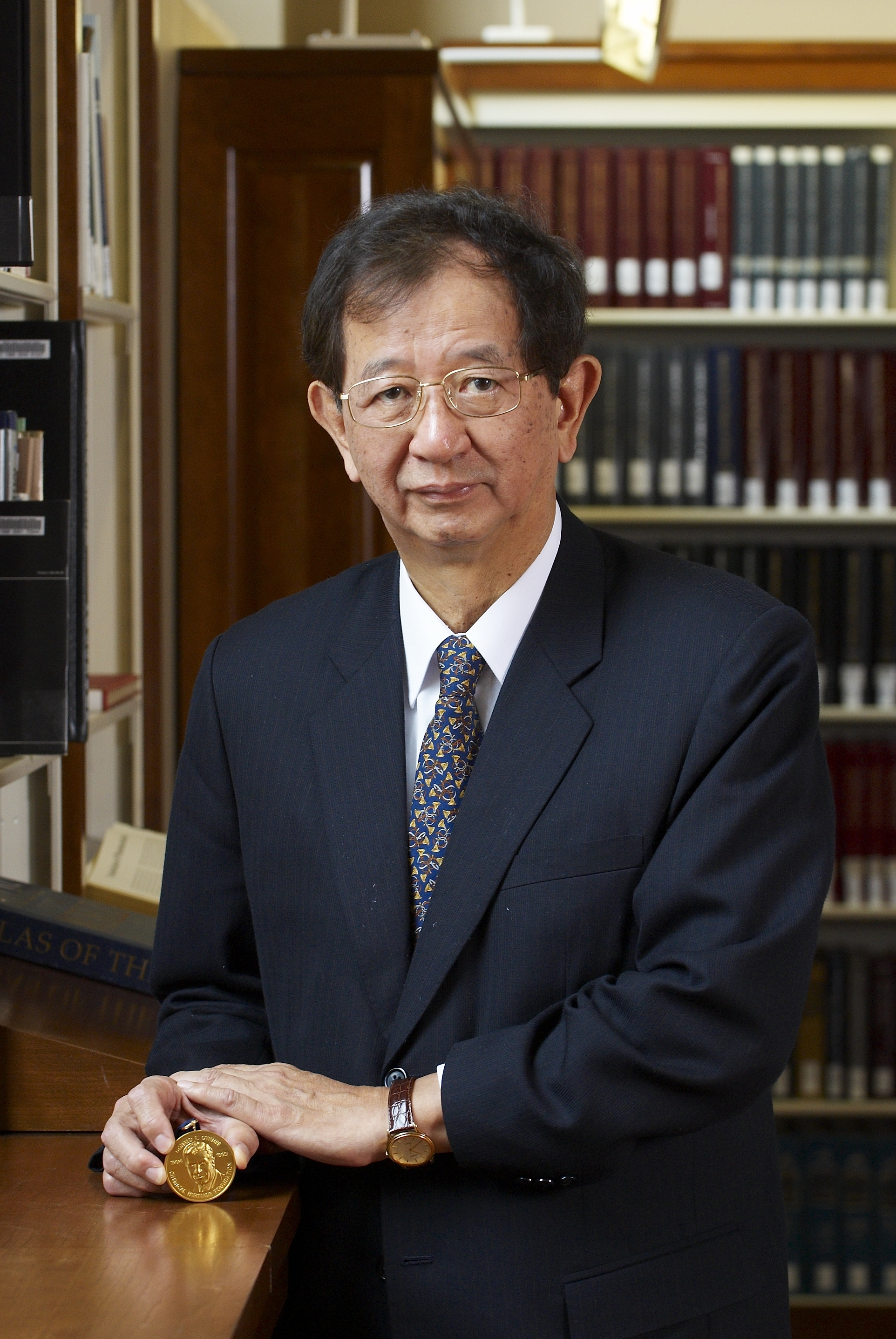
يوان تسيه لي (2008)
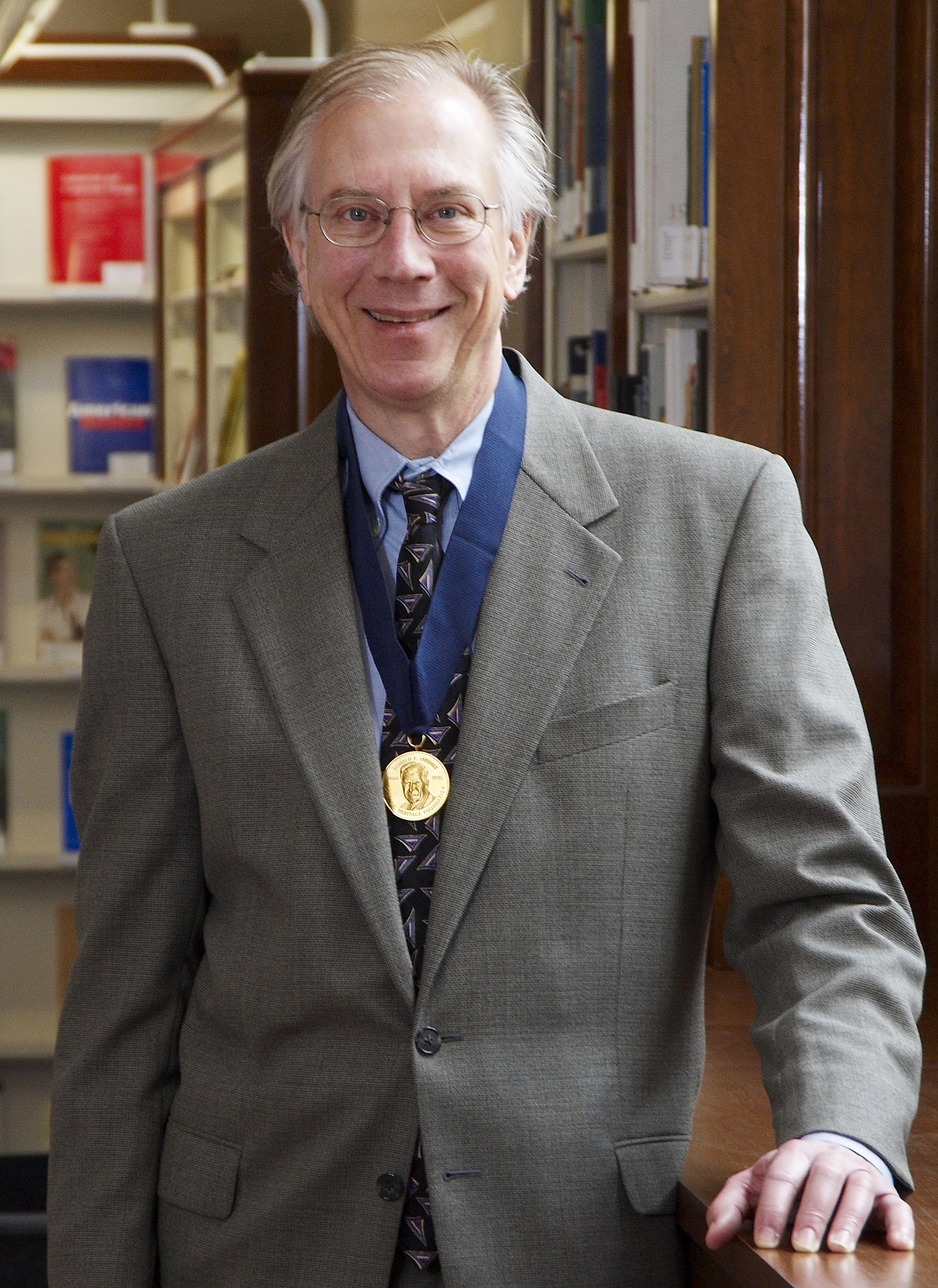
توماس تشيك (2007)
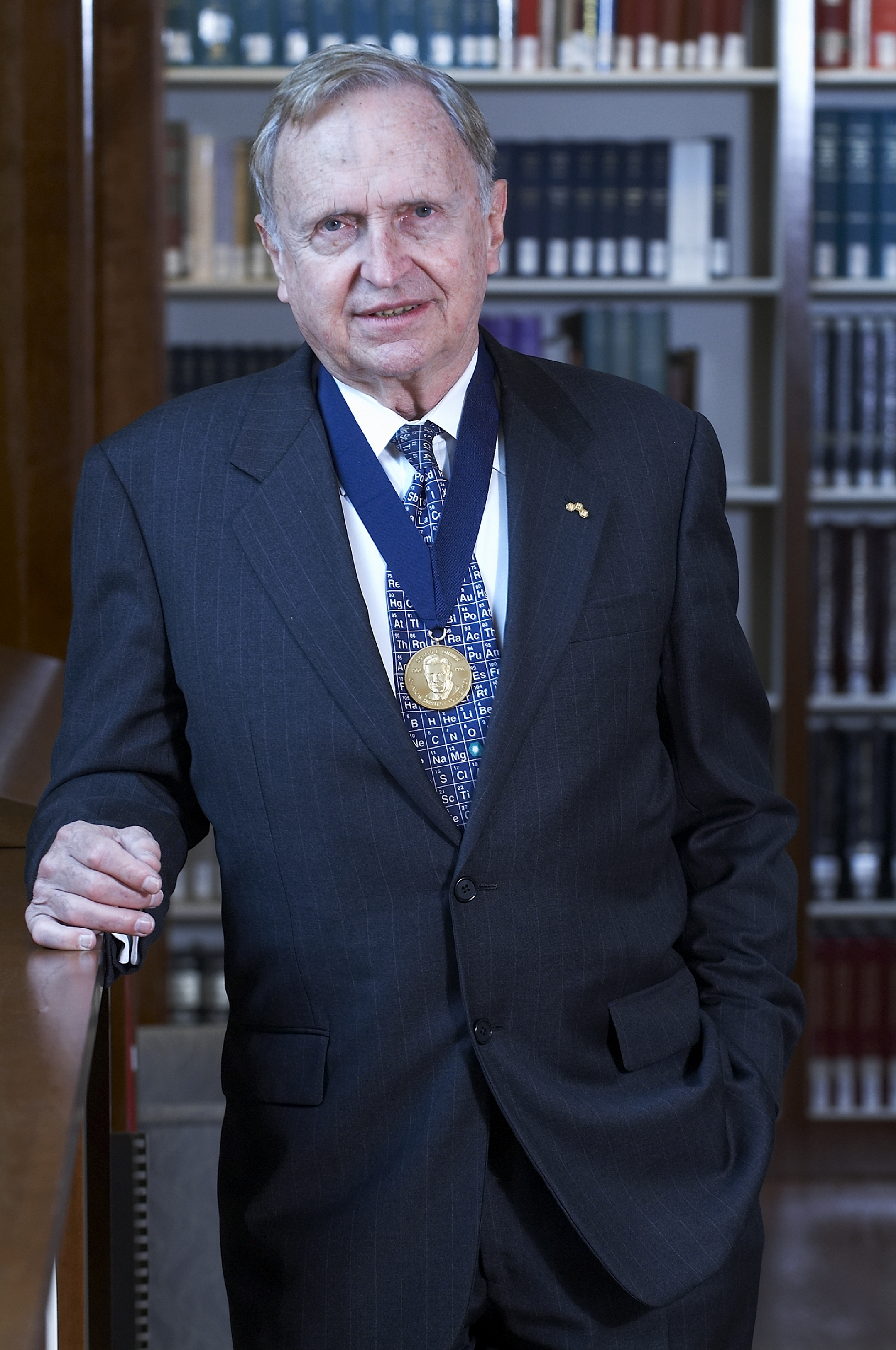
رونالد بريسلو (2006)
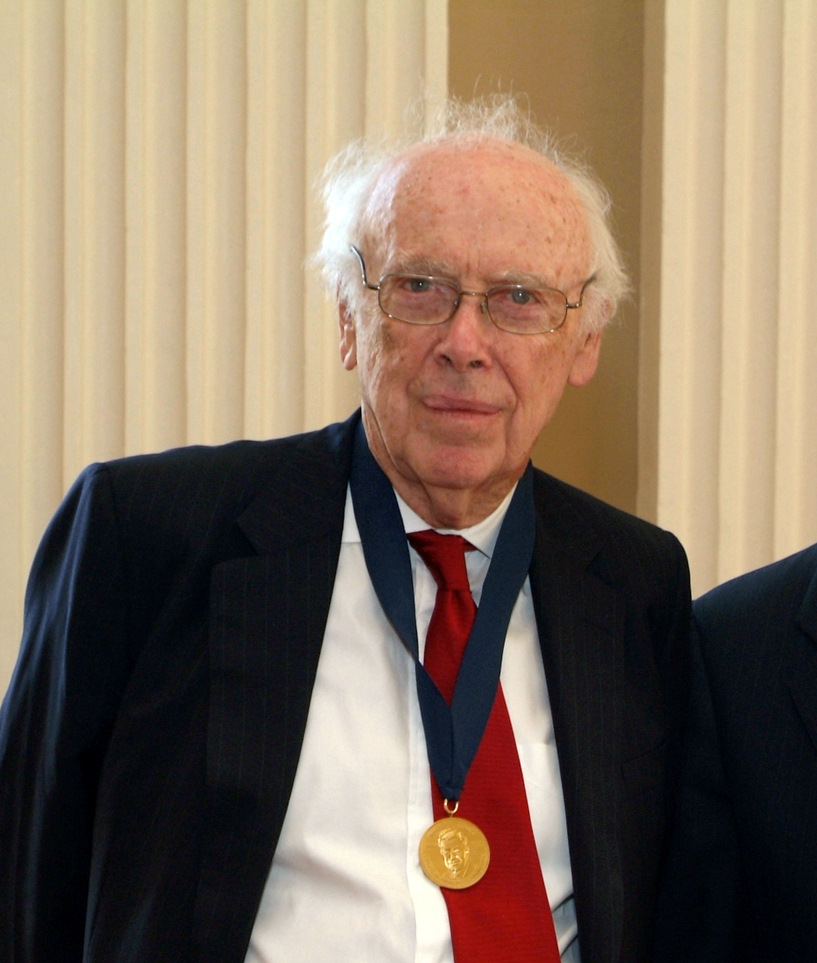
جيمس د. واتسون (2005)
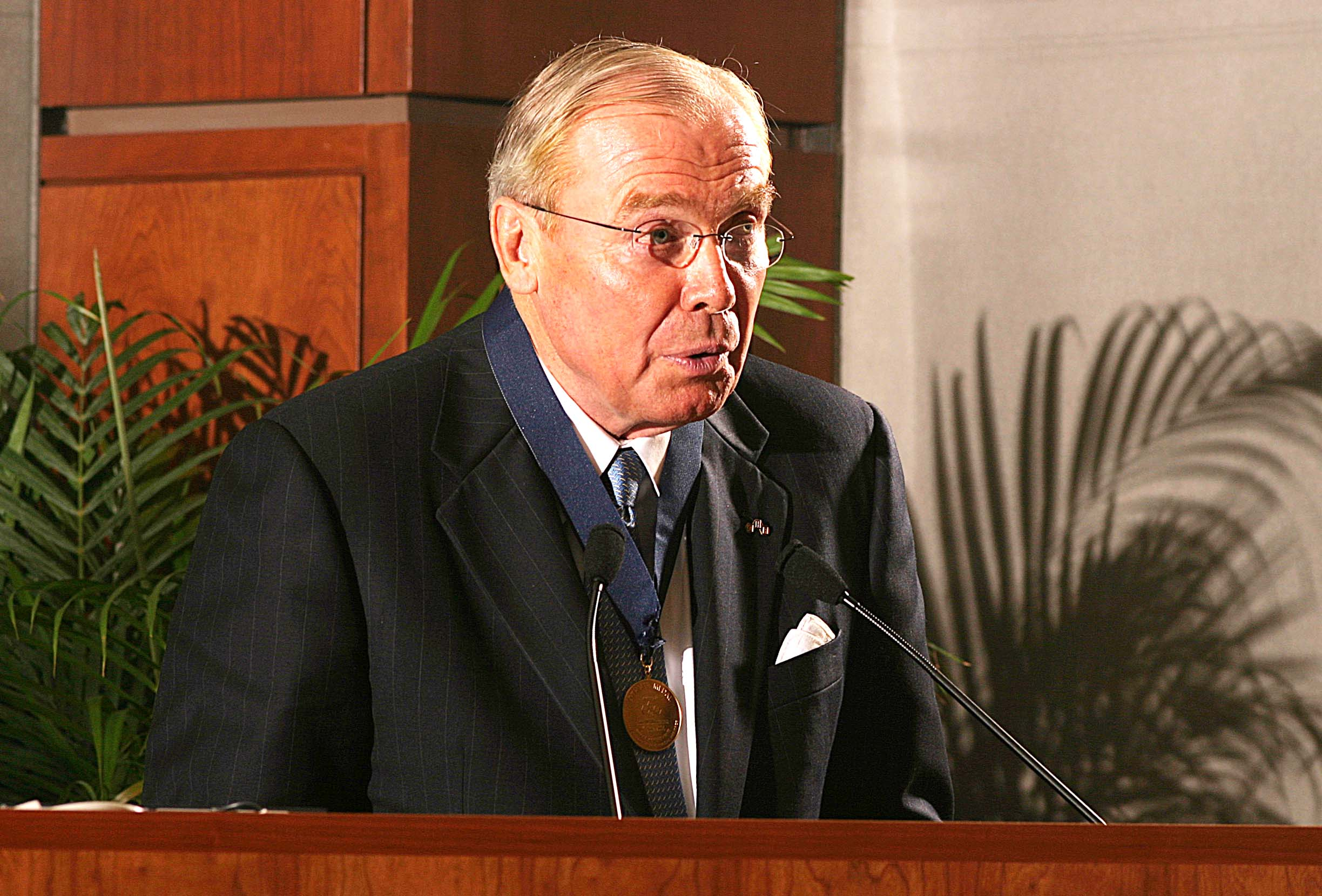
جون هانتسمان الأب (2004)
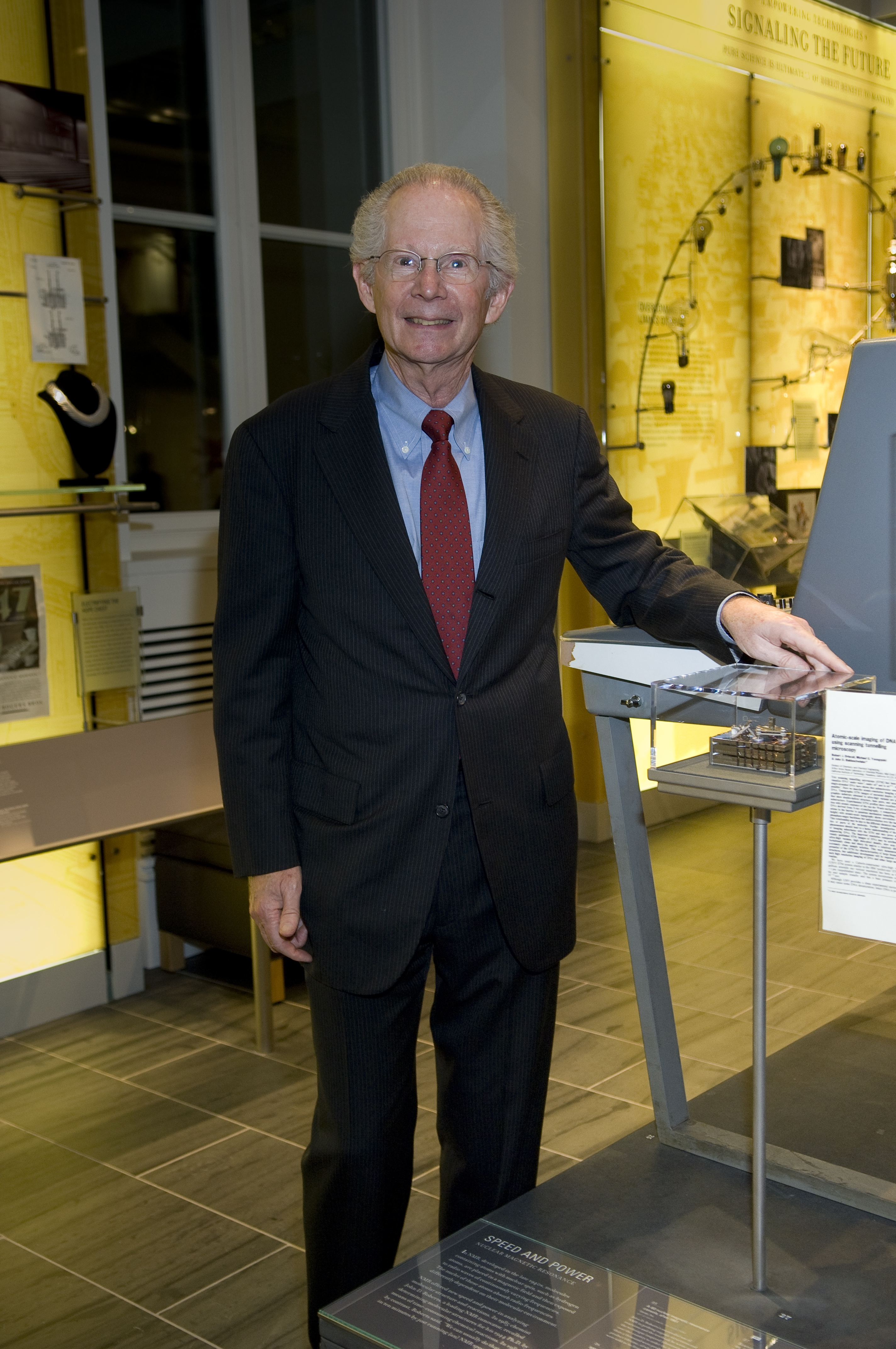
جون د. بالديشويلر (2003؛ الصورة من عام 2008
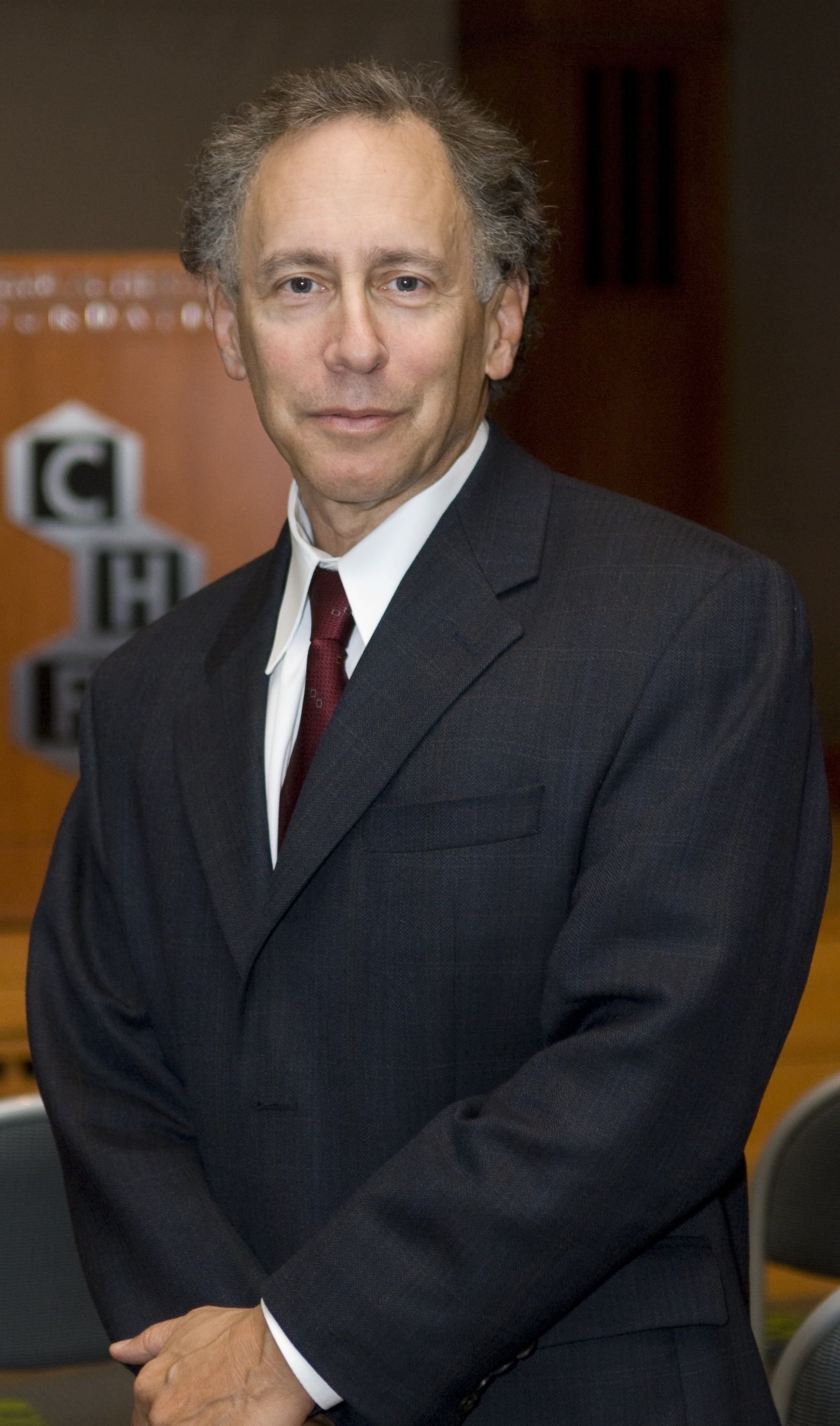
روبرت لانجر (2002؛ الصورة من عام 2008
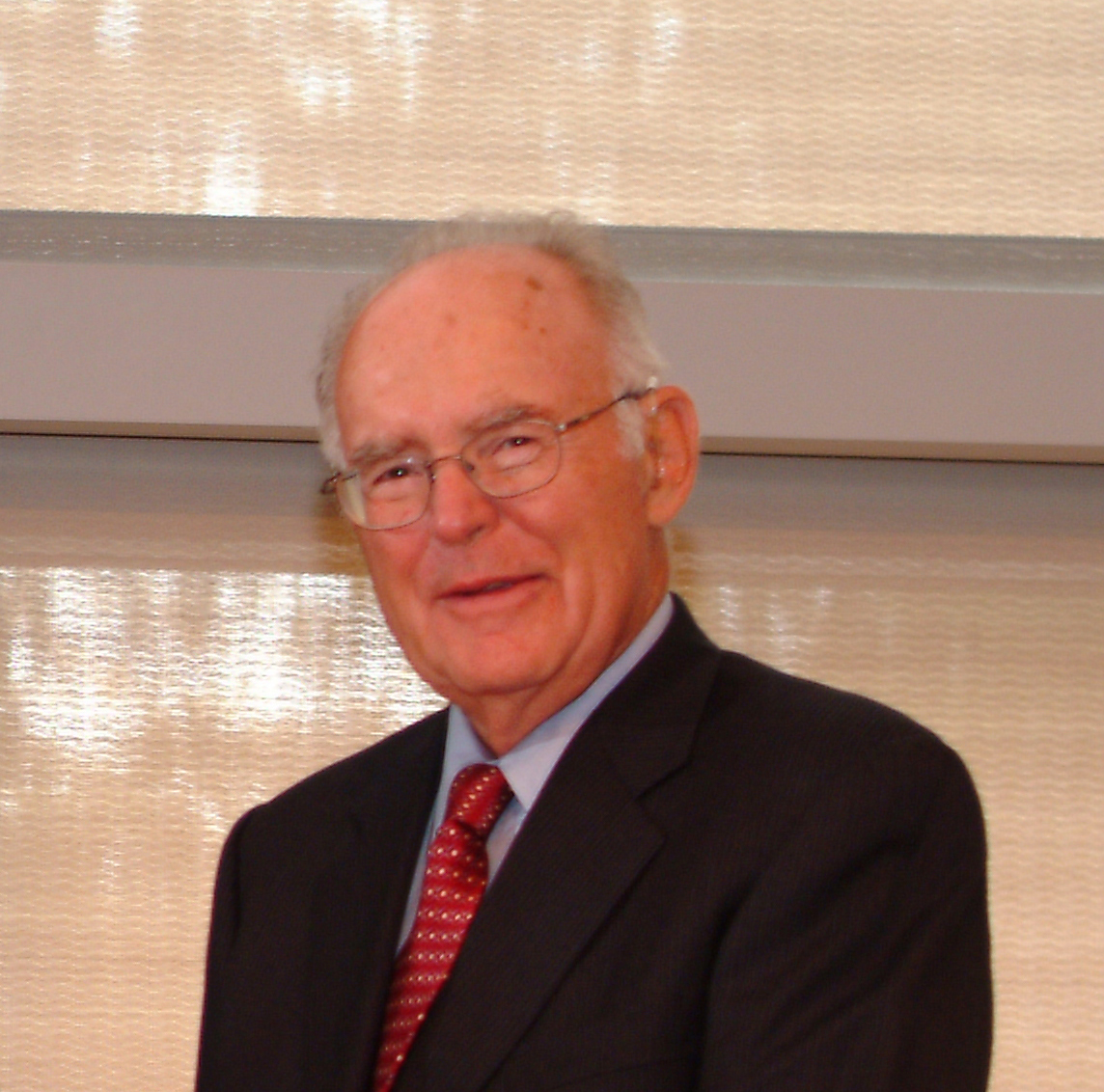
جوردون مور (2001؛ الصورة من عام 2004
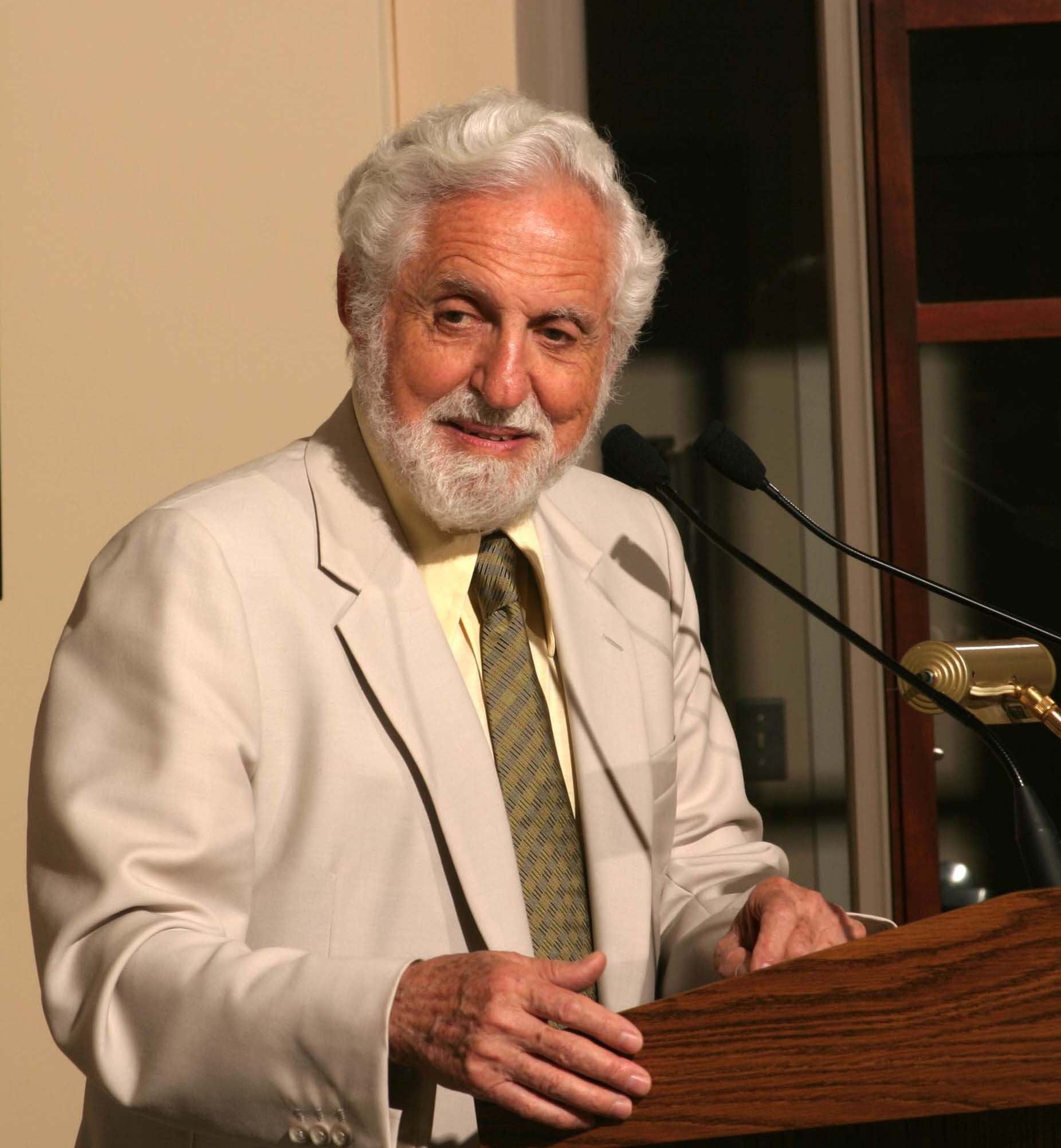
كارل جيراسي (2000؛ الصورة من عام 2004
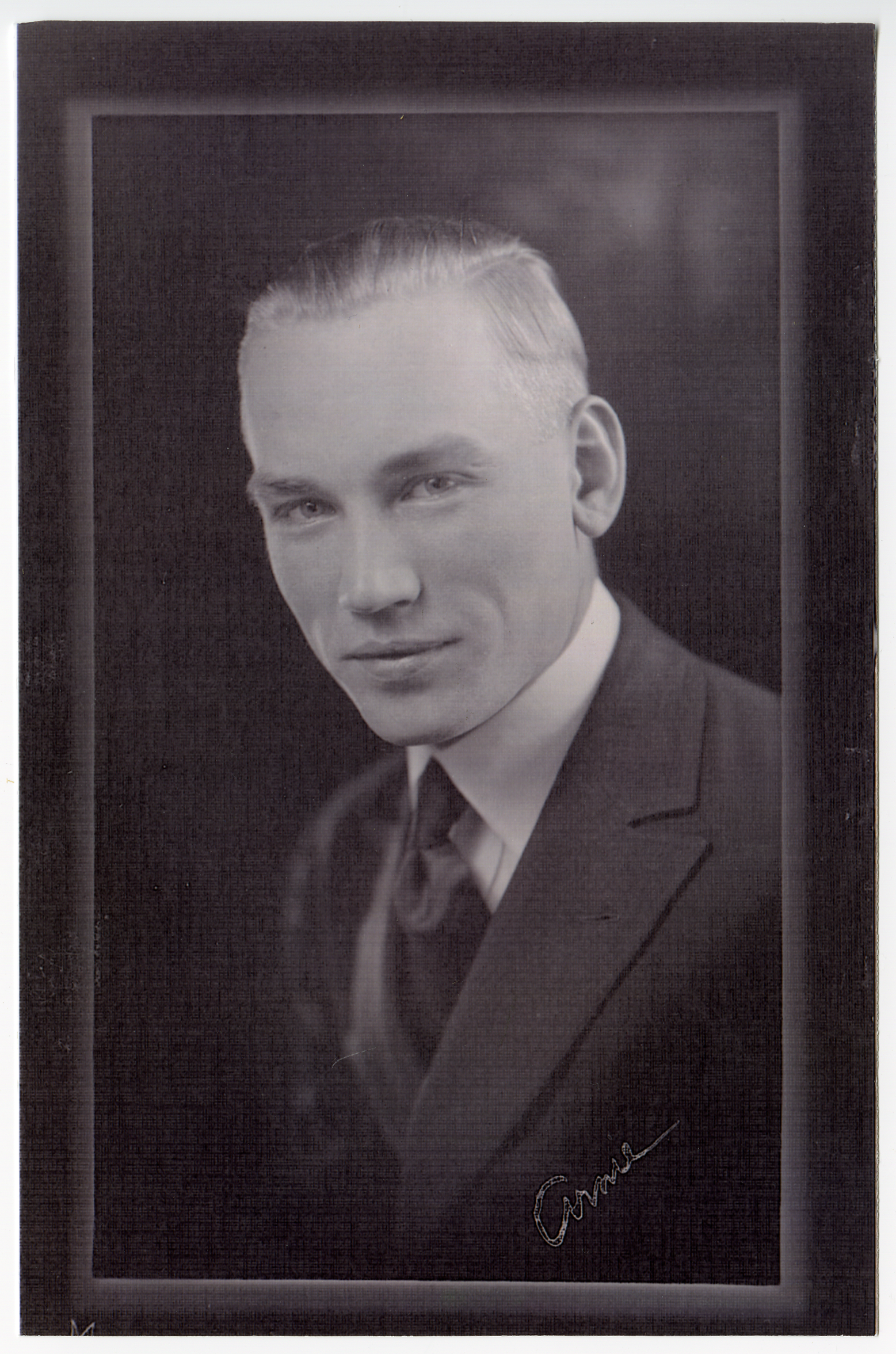
أرنولد بيكمان (الألفية 2000؛ الصورة حوالي عام 1921
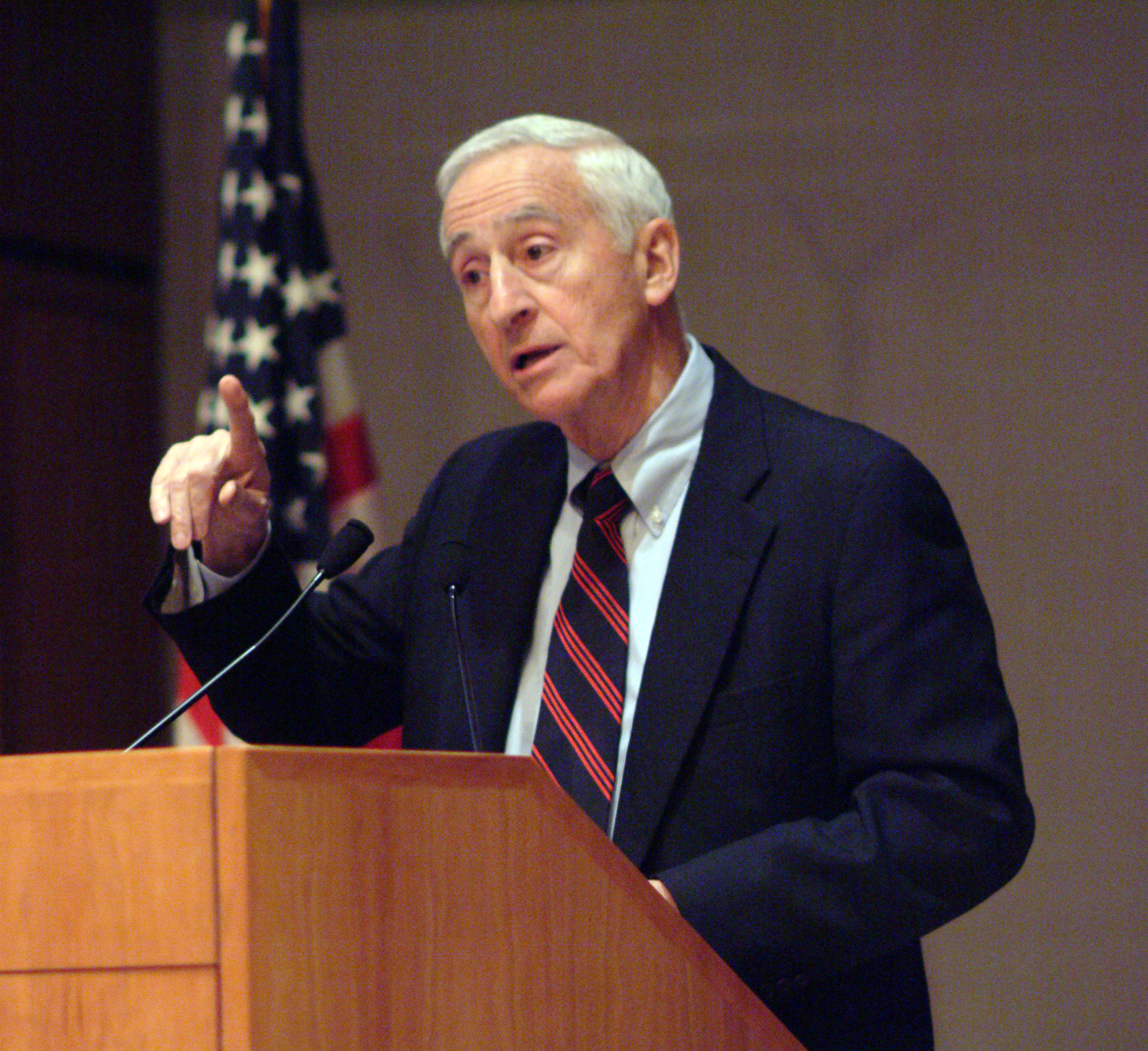
ب. روي فاجيلوس (1999؛ الصورة من عام 2005
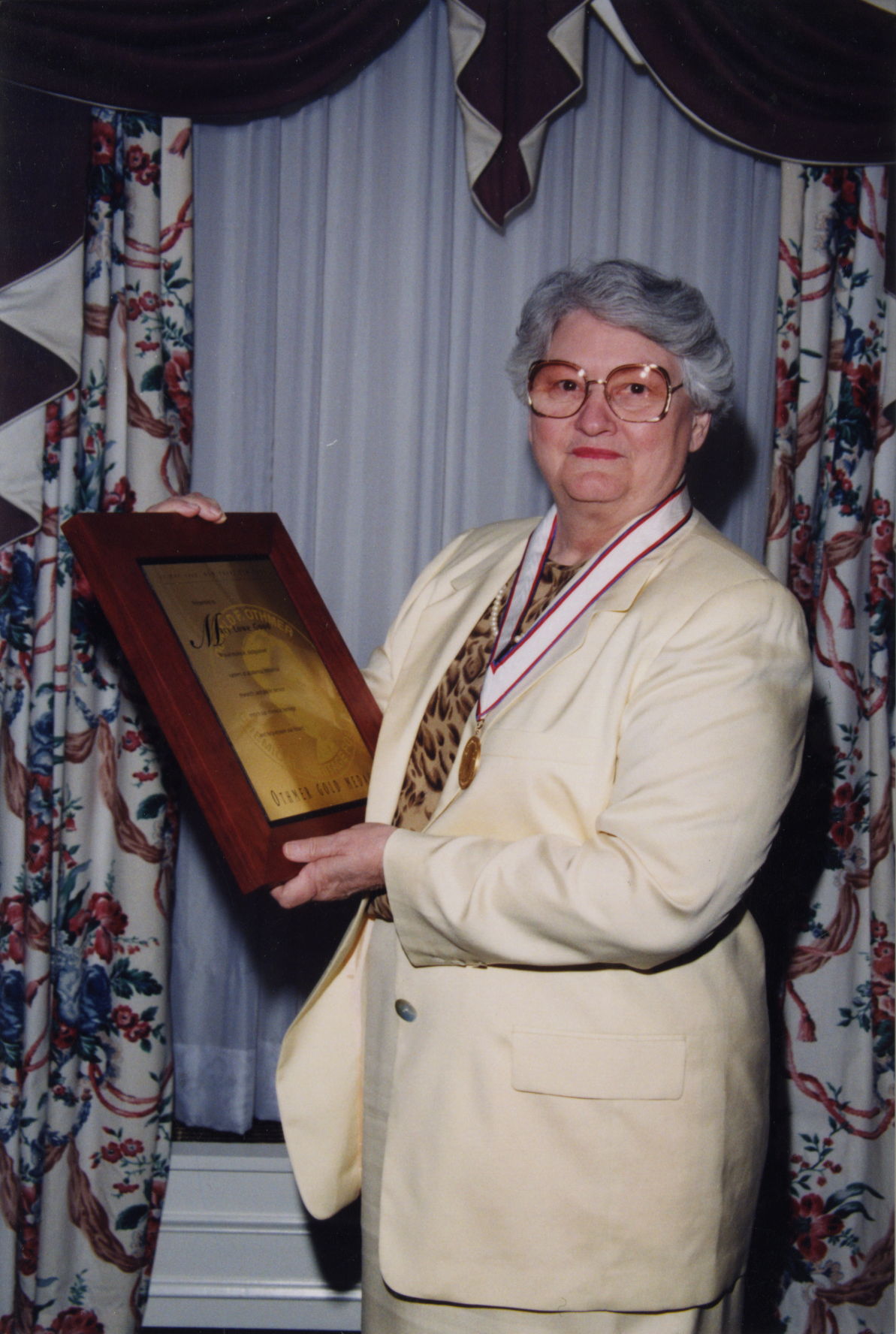
ماري لو جود (1998)
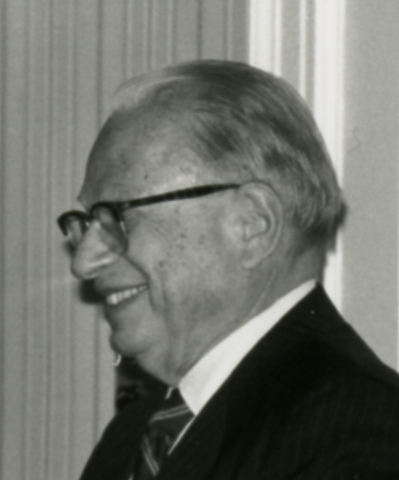
رالف لاندو (1997)